# Men on a Mission
Men on a Mission (también conocido como The Harlem Knights) fue un stable de lucha libre profesional conocido por su trabajo en la World Wrestling Federation. Estaba formado por los luchadores Nelson Frazier, Jr. y Robert Horne.

## Historia

### Harlem Knights
Debutaron en la Pro Wrestling Federation como un tag team llamado The Harlem Knights, bajo los nombres de Bobby (Horne) y Nelson Knight (Frazier) y comandado por George South. El dúo ganó el PWF Tag Team Championship, hasta que fueron a la USWA, donde estuvieron un tiempo enfeudados con Jerry Lawler y Jeff Jarrett. Luego fueron contratados por la World Wrestling Federation.

### Men on a Mission

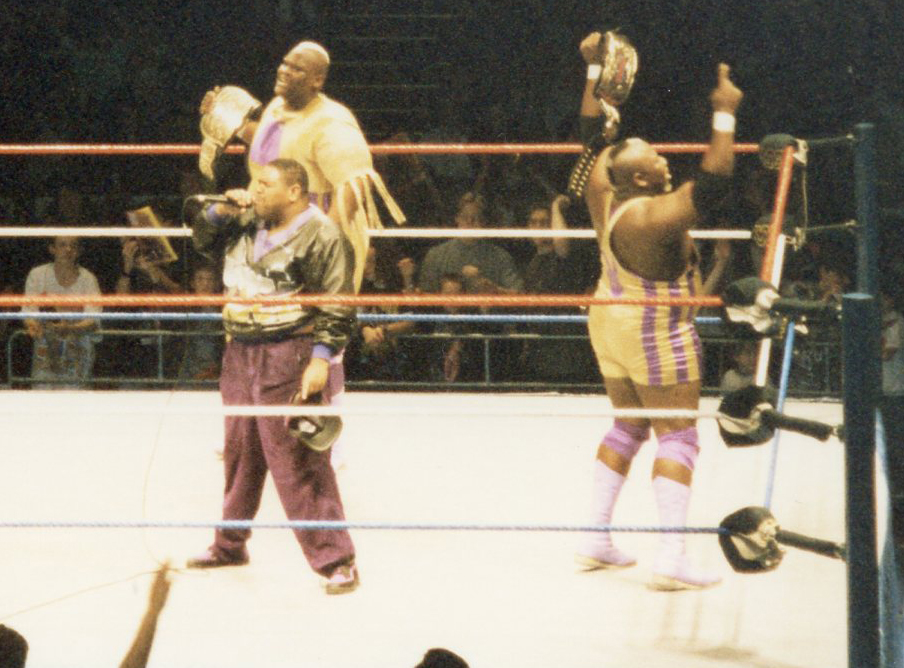
Men on a Mission celebrando su captura de los Campeonatos en Parejas de la WWF.

Al llegar a la WWF, The Harlem Knights tomó un nuevo nombre: Nelson fue llamado Mabel, Bobby fue llamado Mo y se les concedió un mánager rapero llamado Oscar, formando un nuevo equipo, llamado Men on a Mission, acortado M.O.M. (Mabel, Oscar and Mo). La WWF los presentó a la audiencia a través de viñetas, práctica habitual en la época. El nombre del equipo se refería al gimnick que ostentaban de tres hombres afroamericanos que trataban de hacer un cambio positivo en los barrios bajos de las ciudades. El grupo, siempre vestidos de púrpura, debutó como sólidos face, y tuvieron en su poder el Tag Team Championship una vez, pero solo por dos días. Aparecieron en Survivor Series en 1993, donde resultaron ganadores en un combate por equipos. El dúo se tornó heel cuando atacaron a Oscar.
Tras ganar Mabel el King of the Ring en 1995 adoptaron los nombres de King Mabel y Sir Mo, respectivamente. Comenzaron a entrar al ring con fastuosos mantos dorados, coronas y un monumental trono, siguiendo con su personalidad heel. Con ese nuevo atuendo, Men on a Mission derrotó a Razor Ramon y Savio Vega en In Your House 2. Después de un feudo con The British Bulldogs Mo fue librado de su contrato por la WWF.

## En lucha
- Movimientos finales
  - Big splash de Mabel con Mo saltando sobre su espalda desde la tercera cuerda[1]
  - Inverted suplex slam de Mo seguido de second rope diving leg drop bulldog de Mabel
  - Elevated splash[5]

- Movimientos de firma
  - Combinación de drop toehold de Mo y running elbow drop de Mabel[6]
  - Irish whip de Mo o Mabel lanzando al otro contra el oponente en un corner body avalanche[1][5][6]
  - Double Irish whip contra las cuerdas seguido de double back elbow y finalizado con double elbow drop uniendo las manos[5][6]
  - Double dropkick a un oponente cargando[5][6]
  - Double chokeslam[7]

- Managers
  - George South
  - Oscar

## Campeonatos y logros
- Pro Wrestling Federation
  - PWF Tag Team Championship (2 veces)
- World Wrestling Federation
  - WWF Tag Team Championship (1 vez)
  - King of the Ring (1995) (Mabel)
  - Slammy Award (1 vez)
    - Best Entertainer (1994) (Oscar)

- Wrestling Observer Newsletter awards
  - Worst Worked Match of the Year (1993) con The Bushwhackers vs. The Headshrinkers, Bastion Booger, y Bam Bam Bigelow en Survivor Series